# Jens Peter Hansen
Jens Peter Hansen, född 1876, död 1971, kallad "Norka-Hansen", var en dansk uppfinnare och entreprenör.
Jens Peter Hansen var från senare delen av 1890-talet anställd vid firman Ad. Goecker och senare hos Siegfried Cohen & Co., där han kom i kontakt med handel bland annat i varor inom fotografi. Han lånade där nya kameror, vars konstruktion han detaljstuderade utan att ha genomgått teknisk utbildning. År 1900 tog han tjänst med mörkrumsarbete hos fotografen Heinrich Tønnies (1825–1903) i Ålborg. Han arbetade där i sex år fram till 1906, samma år som han gifte sig med sin kollega Anna Ingrid Aasted. 
År 1913 konstruerade han sin första "Norka-Hansen" ateljékamera, som fick god kritik av kända danska fotografer. Åren 1925-1930 fick han ekonomiska möjligheter att utveckla en kamera som kunde ta flera och individuella bilder (polyfoto) av den porträtterade. År 1933 introducerade han en polyfotokamera, som han fick världspatent på.

## A/S Nordisk Kamera Fabrik
Jens Peter Hansen grundade och drev företaget A/S Nordisk Kamera Fabrik i Köpenhamn. Dess storhetstid var från 1934 fram till Tysklands ockupation av Danmark 1940. Under andra världskriget upphörde företagets export nästan helt och hållet. År 1944 förstördes fabrikslokalerna, som låg i samma hus som en konfektionsfabrik för uniformer, av en sprängning av den danska motståndsrörelsen och en efterföljande brand. Han lämnade vid denna tid ledningen av företaget för att bland annat ägna sig åt annat uppfinningsarbete. Från 1950-talet började företaget att gå nedåt.